# 天日槍
天日槍（アメノヒボコ）又稱作天之日矛、日桙、天日槍命、天日桙命、海檜槍等，為《記紀》二書裡出現的新羅王子，但在《播磨國風土記》裡卻搖身一變成為神祇。

## 概要

### 日本書紀之記載

#### 垂仁天皇3年3月條
《日本書紀》卷第六垂仁天皇3年春3月新羅王子天日槍來歸，攜帶羽太玉一個、足高玉一個、鵜鹿鹿赤石玉一個、出石小刀一口、出石桙一枝、日鏡一面、熊神籬一具等共七樣寶物，藏於但馬國。又云新羅國主之子天日槍乘艇抵播磨國宍粟邑，垂仁天皇遣三輪君祖大友主與倭直祖長尾市等二人前往詢問，天日槍表達受其弟知古（ちこ）之託，欲歸化天皇，並獻上夜細珠、足高珠、鵜鹿鹿赤石珠、出石刀子、出石槍、日鏡、熊神籬、膽狹淺大刀等八樣寶物。於是天皇表示天日槍可選擇居住播磨國宍粟邑或者淡路島出淺邑，不過天日槍表示想先周遊各地，遇到喜歡的地方再定居下來，遂順其意。天日槍自菟道河（今兵庫縣宇治川）溯水向北，途經近江國吾名邑、若狹國，又折向西到但馬國，並收近江國鏡谷陶人為隨從。後來天日槍娶但馬國出島人麻多烏（またお）為妻，二人生子但馬諸助，但馬諸助之子為但馬日楢杵，日楢杵生清彥，清彥生田道間守，不過《日本書紀》並未提到麻多烏等於前述的阿加流比賣神。

#### 垂仁天皇88年7月條
《日本書紀》卷第六垂仁天皇88年秋7月寫道垂仁天皇聞新羅王子天日槍初來之時攜來寶物，被但馬國人視為神寶，欲見其寶物。遂詔天日槍之曾孫清彥而命令其獻上，於是清彥獻上羽太玉一個、足高玉一個、鵜鹿鹿赤石玉一個、日鏡一面、熊神籬一具，唯有一口出石小刀藏匿於自身袍中未獻。垂仁天皇在御所召清彥賜酒，此時藏於清彥袍中之小刀露出，天皇問這是什麼刀子？清彥知道不得在天皇面前藏匿刀子，於是呈上出石小刀並言：「所獻神寶之類也。」天皇將之與其他寶物一同藏於神府，後來打開神府時小刀卻不翼而飛，於是遣人問清彥：「你獻上的刀子不見了，在你這裡嗎？」清彥回答：「昨夜刀子自然來到臣家裡，可是清晨天明又消失了。」天皇惶恐，不再派人找尋。後來出石刀子自然落於淡路島，島上居民視之為神，為之立祠。昔有一人乘船泊於但馬國，有人問曰：「你是何國人？」對曰：「新羅王子，名曰天日槍。」則留於但馬娶其國前津耳（一云前津見，另一云太耳）女麻拕能烏（またのお），生但馬諸助，是清彥之祖父。

### 古事記之記載
據《古事記》中卷記錄，昔日有新羅國主之子，名謂天之日矛，乃渡來人。新羅國有一個名為阿具奴摩（アグヌマ）的湖泊，白天有一女子躺在湖邊睡覺，太陽光耀如虹照向該女子陰部。有個男子見狀，等此女醒來後生下一塊赤玉，向她乞討其玉並掛於腰間。該男子原來是在山谷間耕田的農夫，某日牽一隻牛馱著飲食走入山谷時遇到王子天之日矛，他懷疑牛的來源而下令逮捕。農夫解釋他並非要吃掉這隻牛，而是運送餐食給山谷間的其他農人。王子依然不信，故農夫取下腰間的赤玉贈予，這下才獲釋。天之日矛將赤玉置於床邊，赤玉化作一個美麗的女子與他結婚。婚後妻子天天做山珍海味給王子吃，日漸奢傲的王子不時打罵她，於是此女乘小舟逃到難波（今大阪市），乃為比賣許曾社的阿加流比賣神。
天之日矛亦隨之追來卻被渡口之神所阻，不得已轉往多遲摩國（即但馬國，今兵庫縣北部）停泊，娶了俣尾之女子前津見，二人生子多遲摩母呂須玖，再生子多遲摩斐泥，復生子多遲摩比那良岐，又生多遲麻毛理、多遲摩比多訶、清日子等三子。清日子娶當摩之咩斐，生下酢鹿之諸男和菅竈由良度美。多遲摩比多訶娶其姪女菅竈由良度美，生下葛城之高額比賣命，為息長帶比賣命（即神功皇后）的遠祖。天之日矛移居時攜帶著「玉津寶」：珠二貫、振浪披風、切浪披風、振風披風、切風披風、奧津鏡、邊津鏡等八種寶物，此為伊豆志之八前大神。

### 播磨國風土記之記載
《播磨國風土記》裡寫成「天日槍命」，許多地名因他而起：
- 揖保郡揖保里粒丘：天日槍命從韓國渡來，在宇頭川底向葦原志舉乎命乞求住所，後者應許其住於海中。天日槍命以劍攪海水而宿之，葦原志舉乎命畏懼天日槍命之力，搶先一步打算先占領土地，到了粒丘這個地方吃飯，飯粒自口中掉落，故名「粒丘」。
- 宍禾郡比治里川音村：天日槍命宿於該地時說：「川音甚高。」故該地曰川音。
- 宍禾郡比治里奪谷：葦原志許乎命與天日槍命二神相奪此谷，故曰奪谷。
- 宍禾郡高家里：天日槍命說：「此村高勝於他村。」故曰高家。
- 宍禾郡柏野里伊奈加川：葦原志許乎命與天日槍命在此川爭奪土地時，突有嘶鳴之馬出現，故曰伊奈加川（いなかがわ）[3]。
- 宍禾郡雲箇里波加村：搶奪土地時，天日槍命先到，伊和大神後到。後者說：「沒有謀略的人居然先到。」故曰波加村。
- 宍禾郡御方里：葦原志許乎命與天日槍命到達黑土志爾嵩，雙方投擲三次黑葛占卜，其中葦原志舉乎命一次投至但馬氣多郡、一次投至夜夫郡、一次落於此村，故曰三条。天日槍命之黑葛則全落在但馬伊都志地，故後者占領該地。
- 神前郡多駝里粳岡：伊和大神與天日桙命二神各自發動軍隊相戰，彼時大神之軍搗稻，其粳堆積為丘，又其箕簸置粳云墓，又云城牟禮山。
- 神前郡多駝里八千軍：天日桙命在此聚集八千人之軍隊，故曰八千軍野。

### 筑前國風土記之記載
雖然《筑前國風土記》目前已亡佚，但根據《釋日本紀》卷十所引之佚文：足仲彥天皇（仲哀天皇）為了討伐球磨噌唹，於筑紫行幸之際，怡土縣主祖先五十跡手（いとで）拔取五百枝賢木，立於船舳艫，上枝掛八尺瓊、中枝掛白銅鏡、下枝掛十握劍，參迎穴門引島獻給足仲彥天皇。天皇問來者何人？五十跡手表示自己乃高麗國意呂山天降來日桙之後代。

### 豐前國風土記之記載
《八幡宇佐宮託宣集》所引《豐前國風土記》之佚文提到，新羅國之神來到田河郡鹿春鄉之河床住下，名曰「鹿春之神」。

### 古語拾遺之記載
成書於大同2年的《古語拾遺》，在垂仁天皇條記錄：新羅王子海檜槍（あまのひぼこ）遷居而來，在但馬國出石郡成立大社。

## 氏族後裔
《記紀》二書分別記載天日槍的後代是多遲摩母呂須玖、但馬諸助，後世子孫有神功皇后等人。《新撰姓氏錄》則記載下述後裔：
- 左京諸蕃橘守：與三宅連（日语：三宅氏）同祖，天日桙命之後。
- 右京諸蕃三宅連：新羅國王子天日桙命之後。
- 大和國諸蕃糸井造：與三宅連同祖，新羅國人天日槍命之後。
- 攝津國諸蕃三宅連：新羅國王子天日桙命之後。

## 考證
| 古事記   | 日本書紀 垂仁3年條本文 | 日本書紀 垂仁3年條別傳 | 日本書紀 垂仁88年條 |
| -------- | ---------------------- | ---------------------- | ------------------- |
| 珠2貫    | 羽太玉                 | 葉細珠                 | 羽太玉              |
| 浪振披風 | 足高玉                 | 足高珠                 | 足高玉              |
| 浪切披風 | 鵜鹿鹿赤石玉           | 鵜鹿鹿赤石珠           | 鵜鹿鹿赤石玉        |
| 風振披風 | 出石小刀               | 出石刀子               | 出石小刀            |
| 風切披風 | 出石桙                 | 出石槍                 |                     |
| 奥津鏡   | 日鏡                   | 日鏡                   | 日鏡                |
| 邊津鏡   | 熊神籬                 | 熊神籬                 | 熊神籬              |
|          |                        | 膽狹淺大刀             |                     |
| 計8種    | 計7種                  | 計8種                  | 計6種               |

《記紀》所載之天日槍乃是渡來人的神話傳說代表，朝鮮渡來人族群以天日槍為其祖神象徵。該族群移居日本的時間至今仍無定論，出石神社位居彌生遺跡的中心位置，且傳承出石盆地裂開的「蹴裂傳説」，所以有人認為農耕技術傳入日本時該族群便已存在；另有一說《日本書紀》提到「陶人」，而須惠器乃自5世紀以降生產，故以此推測該族群移民的時間。此外，天日槍神話的發生地與日本製鐵冶鍊文化息息相關，所以也有人認為該族群與製鐵技術傳來有關。《播磨國風土記》提到天日槍與播磨的國神葦原志舉乎命（葦原志許乎）或伊和大神相爭土地的神話，依稀可想見當時渡來人和原住民爭奪領地的場面。
此外，《古事記》提及女子受到日光照射而懷孕產玉，這與高句麗的開國國君高朱蒙的誕生傳說類似，因為朱蒙生母柳花夫人受日光照射而產下一巨蛋，最後破殼而出的男子即為朱蒙。類似情節的神話在中國東北地區遼河流域、華北地區東部、蒙古、滿洲地區等各地均有，赤玉對於祭祀太陽神的族群而言，則是太陽的象徵。再者，據《日本書紀》所述天日槍周遊播磨、近江、若狹、但馬等地，即反映出此族群移居的路線。也有人認為出石君代表三宅氏，因為自6世紀起大和王權以屯倉制度控制大和地區，奉祀出石神社的三宅氏一族才開始出現此說法。
《古事記》提到祭祀阿加流比賣神的比賣碁曾社，《延喜式》《神名帳》記載為攝津國東生郡的比賣許曾神社，推斷為今大阪府大阪市的比賣許曾神社；大阪市附近的赤留比賣命神社（杭全神社飛地境内社）亦自該社分靈出去。至於阿加流比賣神則是祭祀日矛的巫女，《日本書紀》另外提到都怒我阿羅斯等的故事，與天日槍的故事有異曲同工之妙，加上有人認為「都怒我（ツヌガ）」是「角干（骨品制度的高階官名）」，「阿羅斯等（アラシト）」為「太陽之子之名」，可轉換成日本名「天日槍」。縱然天日槍是新羅王子、都怒我阿羅斯等是意富加羅國（即伽倻）王子，可是對日本的原住民而言都是自朝鮮而來。
《日本書紀》提及清彥藏匿出石小刀未獻繳，後人在韓國慶尚北道慶州市天馬塚出土59枝、兵庫縣豐岡市二見塚4號墳出土9枝、兵庫縣朝來市城之山古墳出土9枝，或許跟這個傳說有點淵源。清彥最後向垂仁天皇獻上小刀，顯示渡來族群臣服於大和王權，所以清彥的後代田道間守也是對該王權服從盡忠的象徵。《筑前國風土記》之佚文提到天日槍的後裔怡土縣主一族，怡土郡的周邊（今福岡縣糸島市附近）恐怕是渡來人最初登陸日本的地點。

## 信仰
與天日槍有關的神社，眾所皆知為但馬國一宮出石神社（今兵庫縣豐岡市出石町宮内）。依照《延喜式》《神名帳》記載但馬國出石町名神大社乃「伊豆志坐神社八座」，與《古事記》所載「伊豆志之八前大神」一致。所以現在出石神社之主祭神「伊豆志八前大神」，乃是八種神寶之神靈，後世學者推測為朝鮮渡來人祭祀八種神寶而成。
與出石神社相關的神社分布位置圖如右所示，各神社詳見下表：
| 延喜式 | 延喜式           | 延喜式 | 關聯人物名                    | 資料           | 資料                   | 資料                                                      | 資料 |
| 郡     | 社名             | 社格   | 關聯人物名                    | 社名           | 所在地                 | 座標                                                      |      |
| ------ | ---------------- | ------ | ----------------------------- | -------------- | ---------------------- | --------------------------------------------------------- | ---- |
| 出石郡 | 伊豆志坐神社八座 | 名神大 |                               | 出石神社       | 兵庫縣豐岡市出石町宮内 | 35°28′55.01″N 134°52′13.03″E / 35.4819472°N 134.8702861°E |      |
| 出石郡 | 御出石神社       | 名神大 |                               | 御出石神社     | 兵庫縣豐岡市出石町桐野 | 35°26′55.84″N 134°53′49.93″E / 35.4488444°N 134.8972028°E |      |
| 出石郡 | 諸杉神社         | 小     | 但馬諸助 （多遲摩母呂須玖）   | 諸杉神社       | 兵庫縣豐岡市出石町内町 | 35°27′38.31″N 134°52′30.38″E / 35.4606417°N 134.8751056°E |      |
| 出石郡 | 日出神社         | 小     | 多遲摩比多訶                  | （論）日出神社 | 兵庫縣豐岡市但東町畑山 | 35°29′17.69″N 134°59′35.45″E / 35.4882472°N 134.9931806°E |      |
| 出石郡 | 日出神社         | 小     | 多遲摩比多訶                  | （論）日出神社 | 兵庫縣豐岡市但東町南尾 | 35°27′59.85″N 134°56′41.05″E / 35.4666250°N 134.9447361°E |      |
| 出石郡 | 須義神社         | 小     | 菅竈由良度美                  | 須義神社       | 兵庫縣豐岡市出石町荒木 | 35°27′54.55″N 134°50′27.48″E / 35.4651528°N 134.8409667°E |      |
| 出石郡 | 中島神社         | 小     |                               | 中嶋神社       | 兵庫縣豐岡市三宅       | 35°31′32.51″N 134°51′44.98″E / 35.5256972°N 134.8624944°E |      |
| 出石郡 | 比遲神社         | 小     | 多遲摩斐泥                    | 比遲神社       | 兵庫縣豐岡市但東町口藤 | 35°31′16.03″N 135°0′33.41″E / 35.5211194°N 135.0092806°E  |      |
| 氣多郡 | 多麻良伎神社     | 小     | 但馬日楢杵 （多遲摩比那良岐） | 多摩良木神社   | 兵庫縣豐岡市日高町猪爪 | 35°29′50.70″N 134°45′14.95″E / 35.4974167°N 134.7541528°E |      |
| 氣多郡 | 葦田神社         | 小     | （天日槍命之隨從）            | 葦田神社       | 兵庫縣豐岡市中鄉森下   | 35°29′5.53″N 134°49′28.21″E / 35.4848694°N 134.8245028°E  |      |
| 氣多郡 | 鷹貫神社         | 小     | 葛城高額比賣                  | 鷹貫神社       | 兵庫縣豐岡市日高町竹貫 | 35°29′45.62″N 134°47′22.72″E / 35.4960056°N 134.7896444°E |      |
| 城崎郡 | 耳井神社         | 小     | 前津耳 （太耳/前津見）        | 耳井神社       | 兵庫縣豐岡市宮井       | 35°32′57.55″N 134°46′46.34″E / 35.5493194°N 134.7795389°E |      |

除了上述神社外，出石町史編集委員會所編之《出石町史》〈第1卷通史編〉指出城崎郡的海神社亦有所關聯。此外，大永4年（公元1524年）的《沙門某出石神社修造勸進帳》也記錄下出石神腳踢造成豐岡盆地、出石盆地裂開的「蹴裂傳説」，故出石地區的開發工作與奉祭天日槍命之氏族有關。 

## 內部連結
- 三宅氏（日语：三宅氏）
- 出石神社（兵庫縣豐岡市）
- 鉛練比古神社（日语：鉛練比古神社）（滋賀縣長濱市）
- 阿加流比賣神
- 都怒我阿羅斯等

## 外部連結
- （日語）天日槍神アメノヒボコノカミ （页面存档备份，存于）